# Резная мебель

Буфет резной

Резная мебель — это мебель с элементами резьбы, выполненная из камня, кости, ганча, терракоты, лака и древесины различных пород, с использованием разных мебельных стилей. 
Художественная резьба — один из древнейших и наиболее распространённых видов декоративного искусства, способ художественной обработки дерева, камня, кости, ганча, терракоты, лака и др. путём вырезания.

## Стили мебели

### Романский стиль
В романский период стали использоваться табуреты на трёх опорах, кресла с высокой спинкой, шкафы, кровати (типа сундука, лишённого крышки), столы с опорами в виде вертикальных плоскостей. Выполненная способом ящичной вязки из рубленных топором досок или ошкуренных жердей, романская мебель отличалась лаконизмом массивных форм (нередко украшенных резным геометрическим, растительным или ленточным орнаментом), глухой нерасчленённостью объёма.

### Готический стиль
В готический период с изобретением заново двуручной пилы (дававшей возможность получать тонкие доски), а также распространением рамно-филёнчатой каркасной конструкции (как бы перекликавшейся со структурой готических архитектурных сооружений) появилась более лёгкая и прочная мебель. Напряженно вытянутая вверх, она композиционно членилась на относительно самостоятельные поля, нередко заполненные плоскорельефной или ажурной резьбой в виде готических архитектурных мотивов (стрельчатые арки, нервюры), растительных и геометрических узоров, фигурных изображений. Известен довольно обширный перечень готической мебели: сундуки-лари, поставцы (первоначально тот же сундук, поставленный на высокие опоры) для хранения посуды, шкафы, кресла, столы, кровати с деревянным навесом.

### Барокко
В XVII веке с развитием барокко дворцовая мебель (Италии и Южной Германии; шкафы, кабинеты, кабинеты-секретеры с откидной доской для письма), активно использующая архитектурные мотивы (витые колонны, разорванные фронтоны), а также скульптурную резьбу и красочную мозаику, обретает живописную пластику форм, пронизанных динамикой криволинейных очертаний и беспокойной игрой светотени, порой буквально сливающихся с декором интерьера.

### Классицизм
С развитием классицизма во II-й половине XVII века стали делать фанерованные кабинеты и 2-створчатые шкафы, в которых строгая торжественность прямоугольных форм сочеталась с сочностью барочного декора (букеты цветов, растительные узоры). Выполненный в технике инкрустации (деревом различных пород, перламутром, черепахой, золочёными металлами), декор плотно покрывал поверхность изделия, вписываясь при этом в рамки прямоугольных очертаний. В качестве отделки тронообразных кресел с прямой высокой спинкой и мягких табуретов, предназначенных для дам (учитывалась пышность наряда), применялись шпалеры, золочение по левкасу.

### Рококо
С расцветом стиля рококо во II-й четверти XVIII века на смену монументально-строгим классицистическим формам приходят интимные, прихотливо динамичные. Излюбленные типы мебели этого периода: комоды с как бы вздутыми к центру формами, бюро (письменный стол с футляром, закрывающим рабочую плоскость), консольные столы, софы. Наряду со стационарной мебелью, расставленной вдоль стен, стали вводиться также многочисленные типы лёгкой, свободно перемещаемой мебели небольших размеров — стулья, кресла со спинками, словно облегающими тело, банкетки. Все они, обитые единой тканью, вместе с софой образовывали гарнитуры. Для декора мебели рококо были характерны: свободно располагающиеся изящные узоры, исполненные в технике маркетри; цветы, расписанные по жёлтому, розовому, голубому или светло-зелёному фону; мотивы китайского искусства, нанесённые краской или золотом по чёрному лаку. Во 2-й половине XVIII века, с определением принципов нового направления в искусстве классицизма, корпусная мебель (шкафы-буфеты, секретеры, бюро) обретает лёгкость тектоничных, строго геометрических форм с широкими гладями красного дерева, подчёркнутыми сдержанной бронзовой отделкой (часто в виде античных орнаментальных мотивов). Особенностью стульев и кресел этого времени, опиравшихся на прямые каннелированные ножки, стало заметное отделение спинки от сиденья, в чём также нашёл выражение классицистический принцип тектонически ясного расчленения форм.

### Чиппендейл
В середине XVIII века популярностью в Европе пользовалась английская мебель, наречённая именем своего создателя — Томаса Чиппендейла. Изготовленная из красного дерева, мебель этого мастера отличалась сочетанием рациональности форм, ясности структуры предмета с изяществом линий и прихотливостью узора (мотивы китайского искусства, готики и рококо).

### Стиль директории

#### Стиль позднего классицизма — «Ампир»
С утверждением в странах Европы в I-й четверти XIX века позднего классицизма (так называемого ампира) мебель, нередко буквально копирующая древние египетские, римские и греческие формы, обретает монументальность нарочито статичных форм, декорированных крупной рельефной бронзовой отделкой (с мотивами древнеримского и древнеегипетского искусства, см. Египтизирующий стиль). Конструктивно ясная, она естественно вписывалась в интерьер, играя решающую роль в его пространственной организации.

### Модерн
С зарождением стиля «модерн» (в конце 19 — начале 20 веков), стремившегося к единству и самостоятельности в художественном решении материальной бытовой среды, в мебели стали вестись поиски новых конструктивных форм и фактурно-цветовой выразительности материала. По мере эволюции «модерна» формы мебели изменялись от причудливо изогнутых, порой асимметричных, к строгим, рационально обобщённым. В целом мебель «модерна» становится менее громоздкой (постепенно исчезают большие корпусные изделия): начинают применяться стенные шкафы и ниши. Нередко черты собственно «модерна» в мебели сочетались с национально-романтическими и неоклассицистическими тенденциями.

## Видырезьбы по дереву
- Сквозная резьба
- Плосковыемчатая резьба
- Рельефная резьба
- Скульптурная резьба